# Los Naranjos (Tabasco)
Los Naranjos es una localidad del municipio de Huimanguillo ubicado en la subregión de la Chontalpa del estado mexicano de Tabasco.

## Geografía
La localidad de Los Naranjos se sitúa en las coordenadas geográficas 17°53′28″N 93°23′20″O / 17.891111, -93.388889, a una elevación de 21 metros sobre el nivel del mar.

## Demografía
Según el Conteo de Población y Vivienda 2020, efectuado por el Instituto Nacional de Estadística y Geografía, la localidad de Los Naranjos tiene 147 habitantes, de los cuales 68 son del sexo masculino y 79 del sexo femenino. Su tasa de fecundidad es de 2.6 hijos por mujer y tiene 39 viviendas particulares habitadas.
| Gráfica de evolución demográfica de Los Naranjos entre 1990 y 2020 |
|                                                                    |
| INEGI.                                                             |